# Give a reason
「Give a reason」（ギヴ・ア・リーズン）は、林原めぐみの11枚目のシングル。1996年4月24日にスターチャイルドから発売された（KIDA-128）。

## 概要
- テレビ東京系列で放送されたテレビアニメ『スレイヤーズNEXT』のオープニングテーマ。カップリング曲には同テレビアニメのエンディングテーマ、奥井雅美の「邪魔はさせない」が収録されている。
- 2009年に放送されたテレビアニメ『スレイヤーズEVOLUTION-R』第13話（最終回）の劇中にて、「Give a reason」は挿入歌として使用された。過去の主題歌を挿入歌と使用したのは、『スレイヤーズ』シリーズにおいて初めての試みであり、約13年ぶりの再登板となった。

## 記録
- 「林原めぐみ」名義のシングル[注 1]としては、初めてオリコンシングルチャートのトップ10入りを果たし、それまでの自己最高位（前作「Going History」の25位）を更新した。オリコンチャート登場回数は13回。
- 林原めぐみの代表曲であり、自身名義のシングルとしては歴代1位の売上枚数（約23万枚）を記録している（オリコン調べ）。
- 文化放送の『SOMETHING DREAMS マルチメディアカウントダウン』にて、「Give a reason」は1996年4月20日にチャートイン、その後、1位を8度獲得（2度の返り咲き含む）、19週に渡り登場した。また、カップリング曲「邪魔はさせない」も同年4月27日にチャートインし、登場3週目と4週目には2位になり、「Give a reason」と1位、2位を独占した。
- 1996年7月度、ゴールドディスクに認定[1][注 2]。
- 2019年3月1日には、ソニー・ミュージックエンタテインメントのアニメソング人気投票キャンペーン「平成アニソン大賞」において声優ソング賞（1989年 - 1999年）に選出された[3]。

## 収録曲
1. Give a reason [4:26]
歌：林原めぐみ
作詞：有森聡美、作曲：佐藤英敏、編曲：大平勉
  - テレビ東京系列放送のテレビアニメ『スレイヤーズNEXT』オープニングテーマ
2. 邪魔はさせない [4:41]
歌：奥井雅美
作詞：奥井雅美、作曲：奥井雅美・矢吹俊郎、編曲：矢吹俊郎
  - 『スレイヤーズNEXT』エンディングテーマ
3. Give a reason <OFF VOCAL VERSION> [4:26]
4. 邪魔はさせない <OFF VOCAL VERSION> [4:40]

## 収録アルバム
| 曲名           | 収録アルバム                                                     | 発売日         | 規格品番          | 備考                                                                                   |
| -------------- | ---------------------------------------------------------------- | -------------- | ----------------- | -------------------------------------------------------------------------------------- |
| Give a reason  | 『スレイヤーズNEXT SOUND BIBLE I』                               | 1996年6月21日  | KICA-307          | REMIX VERSIONとして収録。                                                              |
| Give a reason  | 『スレイヤーズNEXT SOUND BIBLE II』                              | 1996年10月2日  | KICA-317          | オリジナル、TV Size VERSION、GIGA-MIX VERSIONが収録。                                  |
| Give a reason  | 『bertemu』                                                      | 1996年11月1日  | KICS-590          |                                                                                        |
| Give a reason  | 『the BEST of SLAYERS [from TV & RADIO]』                        | 1999年6月4日   | KICA-454〜455     |                                                                                        |
| Give a reason  | 『スターチャイルドSELECTION音楽編 [TV作品集]』                   | 2000年1月28日  | KICA-497〜8       |                                                                                        |
| Give a reason  | 『VINTAGE S』                                                    | 2000年4月26日  | KICS-790          |                                                                                        |
| Give a reason  | 『スタまにシリーズ●スレイヤーズ』                                | 2005年11月23日 | KICA-726          |                                                                                        |
| Give a reason  | 『Plain』                                                        | 2007年4月21日  | KICS-1303         | Ballade Versionとして収録。                                                            |
| Give a reason  | 『スレイヤーズMEGUMIX』                                          | 2008年6月25日  | KICA-916〜918     | オリジナル、Ballade Version、off vocal ver.、Ballade Version（off vocal ver.）が収録。 |
| Give a reason  | 『スタ☆リミ』                                                    | 2009年12月23日 | KICA-3108         | iXUS PASSiON REMiXとして収録。                                                         |
| Give a reason  | 『VINTAGE White』                                                | 2011年6月11日  | KICS-91670〜91671 |                                                                                        |
| Give a reason  | 『「林原めぐみ 1st LIVE -あなたに会いに来て-」配信限定アルバム』 | 2017年12月13日 | NOPA-1644         |                                                                                        |
| Give a reason  | 『スレイヤーズMEGUMIXXX』                                        | 2020年3月25日  | KICA-2573〜2575   | オリジナル、Ballade Versionが収録。                                                    |
| Give a reason  | 『VINTAGE DENIM』                                                | 2021年3月30日  | KICS-3980〜3982   |                                                                                        |
| 邪魔はさせない | 『スレイヤーズNEXT SOUND BIBLE I』                               | 1996年6月21日  | KICA-307          |                                                                                        |
| 邪魔はさせない | 『V-sit』                                                        | 1996年9月21日  | KICS-586          | live rock-onとして収録。                                                               |
| 邪魔はさせない | 『スレイヤーズNEXT SOUND BIBLE II』                              | 1996年10月2日  | KICA-317          | live rock-on、TV Size VERSIONが収録。                                                  |
| 邪魔はさせない | 『the BEST of SLAYERS [from TV & RADIO]』                        | 1999年6月4日   | KICA-454〜455     |                                                                                        |
| 邪魔はさせない | 『スターチャイルドSELECTION音楽編 [TV作品集]』                   | 2000年1月28日  | KICA-497〜8       |                                                                                        |
| 邪魔はさせない | 『S-mode #2』                                                    | 2004年2月25日  | KICS-1068〜9      |                                                                                        |
| 邪魔はさせない | 『スタまにシリーズ●スレイヤーズ』                                | 2005年11月23日 | KICA-726          |                                                                                        |
| 邪魔はさせない | 『Mas“ami Okui”terpiece』                                        | 2023年3月8日   | LACA-9954〜6      |                                                                                        |

## カバー
| 曲名          | アーティスト               | 収録アルバム                                      | 発売日         | 規格品番      | 備考                                                |
| ------------- | -------------------------- | ------------------------------------------------- | -------------- | ------------- | --------------------------------------------------- |
| Give a reason | 松村香澄                   | 『KASUMI the serious joker』                      | 1999年3月26日  | KICS-714      | オリジナルアルバム                                  |
| Give a reason | 奥井雅美                   | 『マサミコブシ』                                  | 2003年5月1日   | KICS-1167     | カバーアルバム                                      |
| Give a reason | 喜多村英梨                 | 『百歌声爛 女性声優編II』                         | 2008年1月23日  | SVWC-7526     | カバーコンピレーションアルバム                      |
| Give a reason | 米倉千尋                   | 『Ever After』                                    | 2008年6月25日  | KICS-1366     | カバーアルバム                                      |
| Give a reason | 桃井はるこ                 | 『more&more quality RED 〜Anime song cover〜』    | 2008年12月3日  | AVCA-26991    | カバーアルバム                                      |
| Give a reason | 新谷良子                   | 『百歌声爛 女性声優編III』                        | 2009年3月18日  | SVWC-7608     | カバーコンピレーションアルバム                      |
| Give a reason | m.o.v.e                    | 『anim.o.v.e 01』                                 | 2009年8月19日  | AVCT-10170〜1 | カバーアルバム                                      |
| Give a reason | 日高莉花                   | 『ブチアゲ♂パランス 10★SPECIAL』                  | 2009年9月23日  | VIZP-84       | カバーコンピレーションアルバム                      |
| Give a reason | 中川翔子                   | 『しょこたん☆かばー3 〜アニソンは人類をつなぐ〜』 | 2010年3月10日  | SRCL-7218〜9  | カバーアルバム                                      |
| Give a reason | ジュナ・ドーマ（上田麗奈） | 『「現実主義勇者の王国再建記」Blu-ray BOX特典CD』 | 2021年10月12日 | KIZX-470〜2   | テレビアニメ『現実主義勇者の王国再建記』第3話挿入歌 |